# Грошница
Грошница је насељено место града Крагујевца у Шумадијском округу. Према попису из 2022. има 1355 становника (према попису из 2011. било је 1383 становника). Насеље је основано 1715. године. Под њивама се налази 469,64 ha, вртовима 0,01 ha, воћњацима 106,28 ha, виноградима 1,8 ha, ливадама 157,74 ha, пашњацима 431,18 ha док остало земљиште заузима 3,54 ha.
Овде се налазе ОШ „Наталија Нана Недељковић” Грошница, Црква Светих апостола Петра и Павла у Грошници и Воденица у Грошници.

## Границе насеља
Садашње границе насељеног места Грошница су много мање него пре, наиме 1991. године урбани део насеља се припаја насељу Крагујевац, док као самостално насеље остаје само сеоски део узводно уз Грошничку реку од школе и цркве.
Број становника по пописима некадашњег јединственог насеља:
- 1948. године: 1559 становника
- 1953. године: 1550 становника
- 1961. године: 1725 становника
- 1971. године: 2756 становника
- 1981. године: 3734 становника

## Демографија
У насељу Грошница живи 1014 пунолетних становника, а просечна старост становништва износи 40,6 година (39,5 код мушкараца и 41,8 код жена). У насељу има 410 домаћинстава, а просечан број чланова по домаћинству је 3,12.
Ово насеље је великим делом насељено Србима (према попису из 2002. године).
|             | \| Демографија[2] \| Демографија[2] \| Демографија[2] \| \| Година \| Становника \| Становника \| \| -------------- \| -------------- \| -------------- \| \| 1948. \| 452 \| \| \| 1953. \| 450 \| \| \| 1961. \| 500 \| \| \| 1971. \| 799 \| \| \| 1981. \| 1.083 \| \| \| 1991. \| 1.388 \| 1.364 \| \| 2002. \| 1.280 \| 1.299 \| \| 2011. \| 1.383 \| \| \| 2022. \| 1.355 \| \| |            |
| Демографија | |            |
| Година      | Становника | Становника |
| 1948.       | 452 |            |
| 1953.       | 450 |            |
| 1961.       | 500 |            |
| 1971.       | 799 |            |
| 1981.       | 1.083 |            |
| 1991.       | 1.388 | 1.364      |
| 2002.       | 1.280 | 1.299      |
| 2011.       | 1.383 |            |
| 2022.       | 1.355 |            |

| Етнички састав према попису из 2002.‍ | Етнички састав према попису из 2002.‍ | Етнички састав према попису из 2002.‍ | Етнички састав према попису из 2002.‍ | Етнички састав према попису из 2002.‍ |
| ------------------------------------ | ------------------------------------ | ------------------------------------ | ------------------------------------ | ------------------------------------ |
|                                      |                                      |                                      |                                      |                                      |
| Срби                                 | Срби                                 |                                      | 1.271                                | 99,29%                               |
| Југословени                          | Југословени                          |                                      | 3                                    | 0,23%                                |
| Црногорци                            | Црногорци                            |                                      | 1                                    | 0,07%                                |
| Словенци                             | Словенци                             |                                      | 1                                    | 0,07%                                |
| непознато                            | непознато                            |                                      | 3                                    | 0,23%                                |

| Година пописа     | 1948. | 1953. | 1961. | 1971. | 1981. | 1991. | 2002. |
| ----------------- | ----- | ----- | ----- | ----- | ----- | ----- | ----- |
| Број домаћинстава | 117   | 118   | 158   | 245   | 340   | 412   | 410   |

| Број чланова      | 1  | 2  | 3  | 4  | 5  | 6  | 7  | 8 | 9 | 10 и више | Просек |
| ----------------- | -- | -- | -- | -- | -- | -- | -- | - | - | --------- | ------ |
| Број домаћинстава | 82 | 98 | 61 | 78 | 53 | 26 | 10 | 2 | 0 | 0         | 3,12   |

| Пол    | Укупно | Неожењен/Неудата | Ожењен/Удата | Удовац/Удовица | Разведен/Разведена | Непознато |
| ------ | ------ | ---------------- | ------------ | -------------- | ------------------ | --------- |
| Мушки  | 532    | 149              | 347          | 27             | 8                  | 1         |
| Женски | 534    | 80               | 350          | 89             | 15                 | 0         |
| УКУПНО | 1.066  | 229              | 697          | 116            | 23                 | 1         |

| Пол    | Укупно                    | Пољопривреда, лов и шумарство | Рибарство                            | Вађење руде и камена | Прерађивачка индустрија       |
| ------ | ------------------------- | ----------------------------- | ------------------------------------ | -------------------- | ----------------------------- |
| Мушки  | 258                       | 18                            | 0                                    | 0                    | 121                           |
| Женски | 151                       | 8                             | 0                                    | 0                    | 46                            |
| УКУПНО | 409                       | 26                            | 0                                    | 0                    | 167                           |
| Пол    | Производња и снабдевање   | Грађевинарство                | Трговина                             | Хотели и ресторани   | Саобраћај, складиштење и везе |
| Мушки  | 21                        | 11                            | 17                                   | 3                    | 10                            |
| Женски | 4                         | 3                             | 29                                   | 2                    | 6                             |
| УКУПНО | 25                        | 14                            | 46                                   | 5                    | 16                            |
| Пол    | Финансијско посредовање   | Некретнине                    | Државна управа и одбрана             | Образовање           | Здравствени и социјални рад   |
| Мушки  | 0                         | 3                             | 8                                    | 36                   | 4                             |
| Женски | 1                         | 5                             | 5                                    | 23                   | 16                            |
| УКУПНО | 1                         | 8                             | 13                                   | 59                   | 20                            |
| Пол    | Остале услужне активности | Приватна домаћинства          | Екстериторијалне организације и тела | Непознато            | Непознато                     |
| Мушки  | 5                         | 0                             | 0                                    | 1                    | 1                             |
| Женски | 3                         | 0                             | 0                                    | 0                    | 0                             |
| УКУПНО | 8                         | 0                             | 0                                    | 1                    | 1                             |